# Процедурная память
Процеду́рная па́мять  (англ. Procedural memory) — это вид недекларативной (неосознаваемой), долговременной памяти, накапливающей опыт выполнения предыдущих действий, обеспечивающей исполнение аналогичных действий впоследствии, формируемая и выполняемая неосознаваемым образом (вне области сознания).
Процедурная память управляет выполняемыми людьми процессами, чаще всего, находящимися ниже границы уровня сознания. При необходимости процедурная память автоматически вызывает и исполняет интегрированные процедуры когнитивных и двигательных навыков, от завязывания шнурков обуви, до управления самолётами и чтения. Объекты процедурной памяти исполняются без участия сознательного контроля и внимания.
Содержимое процедурной памяти формируется посредством «процедурного обучения», повторения сложного действия снова и снова до тех пор, пока все необходимые для этого нейронные сети не заработают согласовано и автоматически, осуществляя требуемые действия. Неявное процедурное обучение необходимо для формирования и совершенствования всех двигательных навыков и познавательной деятельности.

## История
Первоначальное понимание наличия различия систем процедурной и декларативной памятью появилось и было осознано на основе самой простой семантики. Психологи и философы начали писать о памяти более двух веков назад. В 1804 году впервые Мен де Бираном была упомянута «механическая память». Уильям Джеймс в своей знаменитой книге: «Основы психологии» (1890) сделал предположение о существенных различия между памятью и привычкой. В первые годы своего существования когнитивная психология не принимала во внимание влияние обучения на системы памяти, что существенно ограничивало исследования процедурного обучения в течение 20-го века.На рубеже веков понимание функций и структур, вовлечённых в процессы запоминания, хранения и вспоминания процедурной памяти стало значительно яснее.
Макдугал [кто?] (1923) впервые установил различие между эксплицитной и имплицитной памятью. В 1970-х годах в работах по искусственному интеллекту были выделены процедурные и декларативные знания. Исследования 1970-х годов выделили и проводились в двух областях: одни сфокусировались на животных, а другие — на пациентах с амнезией. Первое экспериментально убедительное свидетельство различия между декларативной («зная, что») и недекларативной или процедурной («зная, как») памятью было получено Милнером (1962), продемонстрировавшим, что пациент с тяжелой амнезией, Генри Молейсон, ранее известный как пациент Х. М., смог освоить навык координации рук и глаз (зеркальное рисование) при отсутствии каких-либо воспоминаний о том, что выполнял такое задание раньше. Это открытие показывало, что память не состояла из одной системы, локализованной в одном месте в мозге, другие, — что двигательные навыки, вероятно, являются частным видом менее когнитивной формы памяти. Были разработаны тонкие и совершенные методы экспериментальных измерений, с помощью которых были проведены обширные исследования пациентов с амнезией с различной локализацией и степенями структурного повреждения. В ходе обширных исследований пациентов с амнезией было обнаружено, что они были в состоянии запоминать и осваивать также задания, отличающиеся от моторных навыков. Однако, полученные результаты имели тот недостаток, что пациенты с амнезией обладали функциональностью не достигающей уровня нормы, так, как амнезии присуща значительная недостаточность функции вспоминания, включая отсутствие существенной её части. Дальнейшие исследования пациентов с амнезией выявили большую область нормально функционирующей памяти навыков. Например, на заданиях на зеркальное чтение, пациенты с амнезией демонстрировали нормальную скорость, даже если они не могли вспомнить значения некоторых, читаемых ими слов. В 1980-х годах были сделаны ряд открытий в области анатомии и физиологии механизмов процедурной памяти. Так было выявлено участие мозжечка, гиппокампа, полосатого тела и базальных ганглий в реализации функций памяти.

## Рабочая память
Первоначально модели рабочей памяти в основном фокусировались на декларативной информации, пока Оберауэр не предположил, что декларативное и процедурное содержание могут обрабатываться в рабочей памяти по-разному. Была предложена модель рабочей памяти, включающая два подкомпонента; один отвечающий за хранение декларативной информации, а другой, процедурную. Предполагается, что эти два подраздела памяти в значительной степени независимыми друг от друга. Было установлено также что процессы выбора (поиска, вспоминания) и обновления информации для рабочей памяти любой модальности очень похожи.

## Освоение навыков
Освоение навыков требует практического обучения. Однако простое повторение упражнений не гарантирует этого. Освоение навыков происходит, когда вследствие опыта или практики в необходимом направлении изменяется  видимое поведение.  Известно, что сама по себе обученность навыкам, непосредственно не наблюдается.  Модель обработки информации, включающая такую идею опыта, предполагает, что навыки развиваются в результате взаимодействия четырех  центральных факторов обработки информации.   Эти факторы включают в себя: скорость обработки или темп, с которым информация обрабатывается нашей, не осознаваемой сознанием, системой обработки, включая сенсорную часть; диапазон имеющихся декларативных знаний, объём хранилища фактической информации индивидуума; спектр процедурных умений, способностей выполнять конкретные навыки; и вычислительная мощность, что есть синоним рабочей памяти. Процессные возможности важны для процедурной памяти, потому что процесс процедуризации (освоения навыков), заполнения процедурной памяти, требует использования рабочей памяти. В результате улучшается срабатывание навыков, за счёт связывания сигналов среды с соответствующими реакциями.
Модель приобретения навыков была предложена Фиттсом (1954) и его коллегами. В соответствии с этой моделью обучение проходит в  несколько этапов, включая:
- Когнитивная фаза [9][10]
- Ассоциативная фаза [9][10]
- Автономная фаза (также называемая процедурной фазой) [9][10]

### Когнитивная фаза

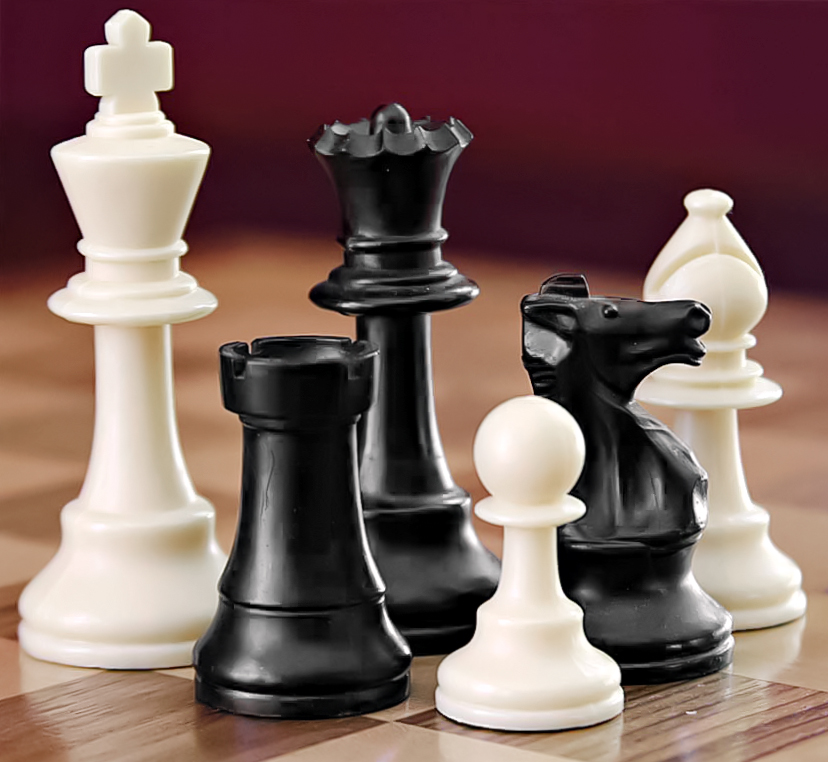
Бесчисленное количество потенциальных процедур

В этой фазе модели Фиттса освоения навыка люди приходят к пониманию состава наблюдаемого навыка. Для этого этапа важное значение имеет  внимание. Оно необходимо для выделения в осваиваемом навыке его составляющих и понимание, того, как они объединяются для правильного выполнения задачи. Способ, которым человек организует эти части, известен как схемы. Схемы важны в управлении процессом выработки навыков, и способ, которым человек приходит к выбору схем, описывается метапознанием  и определяется метакогнитивными процессами.

### Ассоциативная фаза
Ассоциативная фаза модели Фитца включает повторение  действий индивидуумом до появления шаблонов реагирования. В этой части модели действия навыка становятся  выученными (или автоматическими) по мере исключения неэффективных действий. Сенсорная система человека получает точные пространственные и знаковые данные, необходимые для завершения выработки навыка. Наработка способности отличать важные стимулы от несущественных имеет решающее значение для этой стадии модели. Считается, что чем больше количество важных стимулов, связанных с задачей, тем больше времени потребуется для завершения этой фазы модели. 

### Автономная фаза
Это завершающая фаза модели Фиттса, которая состоит в совершенствовании навыков. Способность отличать важные от неважных стимулов выполняется быстро и требует незначительных мыслительных усилий,  так как навык становится  автоматическим. Важными для этой фазы модели являются накопленный опыт и фактические знания о наблюдаемом навыке. 

### Альтернативный взгляд: «предсказательный цикл» (predictive cycle)
Другая модель для понимания процесса освоения навыков процедурной памятью была предложена Тэдлоком (2005).   Модель существенно отличается от точки зрения Фиттса 1954 года тем, что она не требует осознанного понимания компонентов навыка. Скорее, обучаемый должен только поддерживать в явном виде в сознании концепцию желаемого конечного результата. Тэдлок успешно применил это представление к восстановлению чтения (Scott et al., 2010). Модель обучения навыкам Тэдлока включает  следующие этапы:
- попытка выполнения действия, образующего навык
- неудача исполнения
- неявный анализ результата
- неявное принятие решения по следующей попытки с корректировкой предыдущего действия  с целью достижения требуемого результата

Этапы повторяются до тех пор, пока обучаемый не создаст или не перестроит нейронную сеть, обеспечивающую полное и точное управления деятельностью и не требующую осознанного мышления. Контекст этой точки зрения похож на то, как работает физиотерапия, чтобы помочь пациентам с повреждениями головного мозга восстановить утраченные функции. Пациент достигает желаемый конечный результат (например, контроль над движением руки) повторяя попытки, без осознавания нейронной активности, необходимой для движения руки. Пациент продолжает осуществлять попытки, пока движение не будет освоено. В случае травмы головного мозга степень прогресса зависит от степени травмы, а также «ментальной силы» или «силы воли», прикладываемой индивидуумом. У большинства людей проблемы чтения, не связаны с травмами головного мозга, а с некоторой  отрицательно сказывающейся проблемой в области чтения на первоначальном этапе обучения. Поскольку мозг в остальном здоров, Тэдлок использовал высокоструктурированные методы, связанные с предсказательным циклом, для успешного лечения людей с легкими и серьезными проблемами чтения (включая дислексию).

### Практика и степенной закон обучения
Практика может являться эффективным способом обучения новым навыкам, если в ходе обучения доступно знание результата, другими словами используется обратная связь. Для обучения на практике характерна закономерность, известная как степенной закон обучения, который предсказывает скорость приобретения навыков с течением времени. В соответствии с этим законом,  вначале обучение навыкам происходит максимально быстро, а затем скорость резко снижается. При этом, характеристики этого снижения  не зависят ни от осваиваемого навыка, ни от вида обучающегося животного. Например, участники исследования скорости чтения демонстрировали максимальное продвижение в первые дни эксперимента, в то время, как последующие дни показали лишь незначительное улучшение..
Преодоление ограничений степенного закона обучения возможно, если существует более эффективный способ выполнения задачи, который может быть продемонстрирован субъекту. Участвующему в исследовании субъекту был показан фильм, сравнивающий его способ выполнения максимально быстрого удара по цели со способом, уменьшающим время удара. Хотя, как и предсказывалось степенным законом обучения, субъект достиг предела своей способности совершенствоваться на практике, просмотр этого фильма дал ему возможность выйти за существовавшую ранее границу, и, соответственно, преодолеть  степенной закон обучения. Просмотр фильма является примером научения наблюдением, которое эффективно обеспечивает зрителя новыми знаниями техники, которые он может использовать для выполнения заданий в будущем.

## Тесты

### Задача преследования ротора
Устройство, используемое для изучения навыков зрительно-моторного слежения и координации рук и глаз координации рук и глаз, требующее от участника следить за движущимся объектом с помощью курсора или использовать стилус для отслеживания цели на экране компьютера или поворотного стола. В версии на экране компьютера участник следует по точке на круговой траектории, как показано ниже.

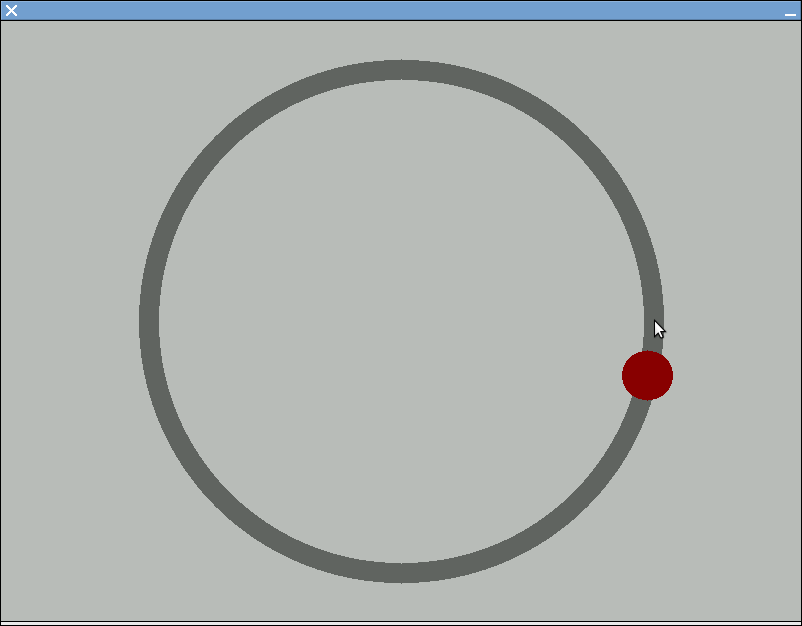
Снимок экрана компьютерной версии задачи преследования ротора.

Задача преследования ротора - это простой чисто визуально-моторный тест, который дает устойчивые результаты в возрастных группах. Тест позволяет проводить измерение характеристик процедурной памяти, а также показывает мелкую моторику участника. Задача ротора преследования проверяет навыки мелкой моторики, которые контролируются моторной корой, выделенной на рисунке зелёным цветом.

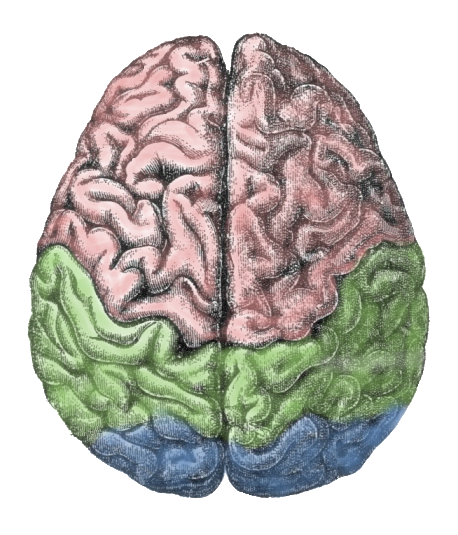

Затем результаты используются для  расчета времени включения и выключения объекта участником. Участники с амнезией не показывают ухудшения в этом двигательном задании при тестировании в более поздних испытаниях. Однако, на эти результаты, вероятно, влияют недостаток сна и употребление наркотиков. 

### Задача серийного времени реакции
Эта задача предполагает способность участников осваивать  и сохранять процедурные навыки, с помощью которых оценивается специфическая память процедурно-моторных навыков.  Путем наблюдения за степенью обученности навыком измеряются скоростные и точностные показатели способности участника осваивать и сохранять новые навыки. Время реакции - это время, требующееся участнику для ответа на предъявленный ему стимул, который заявлен ему как сигнал для реакции.  Участники с болезнью Альцгеймера и амнезией демонстрируют способность длительное время сохранять навыки, что демонстрируется  эффективным выполнением ими освоенных ранее навыков, при решении задачи в последующие моменты времени. 

### Задача трассировки зеркала
Задача трассировки зеркала это визуальный моторный тест, который используется для более направленного рассмотрения интеграции чувств, в котором участники осваивают новый моторный навык, включающий координацию рук и глаз.  Результаты теста  показывают, что процедурная память участников с  амнезией способна  осваивать и сохранять навыки выполнения такого задания. Рисование изображения обеспечивается работой процедурной памяти; как только возникает понимание, как нарисовать изображение по отражению в зеркале, никаких трудностей в следующей раз не возникает. Лица с болезнью Альцгеймера не могут, в явном виде, вспомнить навыки, приобретенные в задаче рисования по отображению в зеркале, однако они приобретают способность к процессуальным действиям независимо от этого. .

### Прогнозирование погоды
Задача прогнозирования погоды является познавательно-ориентированной задачей вероятностного обучения, которая решается процедурным образом с использованием экспериментального анализа. В задаче участник должен указать, какую стратегию он использует для ее решения. Задача  спроектирована с применением многомерных стимулов, реализованных в виде набора карточек с рисунками, после предъявления которых просят предсказать какая будет погода. После составления прогноза, участникам объявляется фактическая погода, что образует обратную связь, которую участники  используют для классификации представленного рисунка. Например, участнику демонстрируется  карточка, а затем его просят предсказать, будет ли карточка предсказывать хорошую или плохую погоду. Фактическая погода будет определяться вероятностным правилом для каждой отдельной карточки. При обучении участники с амнезией усваивают решение этого задания, но у них возникают проблемы при последующей проверке  результатов этого обучения.

### Задача выбора
Задачи выбора применяются для оценки свойств рабочей памяти.  Такие задачи предназначены для оценки времени реакции процедурной рабочей памяти, на основе правил стимул-реакции, которым участникам  предлагается следовать.

## Особенности навыков экспертов

### Распределенное внимание
Есть несколько факторов, способствующие исключительной производительности навыков: объем памяти, структуры знаний, способности решать проблемы,  и способности внимания.  Все они играют ключевые роли, каждая со своей степенью важности, определяемой требованиями к процедурам и навыкам, контексте и намеченным целям исполнения. Использование этих индивидуальных способностей для сравнения различий между экспертами и новичками в отношении как когнитивных, так и сенсомоторных навыков дало богатую информацию о том, что делает эксперта исключительным, и, наоборот, о том, каких механизмов не хватает новичкам. Факты свидетельствуют о том, что часто упускаемым условием для совершенствования навыков являются механизмы внимания, вовлеченные в эффективное использование и развертывание процедурной памяти во время выполнения навыков в режиме реального времени. Исследования показывают, что на ранних этапах обучения навыкам выполнение контролируется набором неинтегрированных процедурных шагов, которые хранятся в рабочей памяти и выполняются пошагово один за другим.   Проблема в том, что внимание является ограниченным ресурсом. Таким образом, этот пошаговый процесс управления выполнением задания занимает концентрацию внимания, что, в свою очередь, снижает способность исполнителя сосредоточиться на других аспектах исполнения, таких как принятие решений, мелкая моторика, самоконтроль уровня энергии и "видение поля льда или суда". Однако с опытом развиваются процедурные знания, которые работают в основном за пределами рабочей памяти и, таким образом, позволяют выполнять навыки более автоматически.  Это, конечно, чрезвычайно положительно влияет на общую производительность, освобождая ум от необходимости усиленного контроля и внимания к базисным механическим навыкам, что позволяет уделять больше  внимание другим процессам.

### Сбои под давлением
Хорошо известно, что высокопрактичные, хорошо выученные навыки выполняются автоматически; они реализуются в реальном времени, поддерживаются процедурной памятью, требуют небольшого внимания и работают в основном за пределами рабочей памяти. Однако, иногда даже опытные и высококвалифицированные исполнители стопорятся, сбиваются в условиях стресса. Это явление обычно называют сбоем и служит очень интересным исключением из общего правила, согласно которому хорошо усвоенные навыки надёжны и устойчивы к широкому диапазону ухудшения условий. Широко распространено, хотя и не очень понятно, мнение, что основной причиной сбоя является давление на работоспособность, которое определяется, как тревожное желание очень хорошо выступить в данной ситуации. Сбои чаще всего связаны с моторными навыками, а наиболее распространенные его случаи из реальной жизни - в спорте. Для профессиональных, хорошо подготовленных спортсменов, не редкость сбиваться и плохо выступать. Однако сбой может происходить в любой области, которая требует интенсивного исполнения, включающего сложные когнитивные, вербальные или моторные навыки. Теории «самофокусировки» предполагают, что давление повышает уровень тревоги и самосознания правильного выполнения, что, в свою очередь, вызывает увеличение внимания, уделяемого процессам, непосредственно вовлеченным в выполнение навыка. Такое внимание к пошаговой процедуре нарушает исполнение хорошо освоенной, автоматической (процедурализированной) программы. То, что когда-то было легко и неосознанно извлекаемым из процедурной памяти исполнением, становится обдумываемым и медленным. Эффект сбоя под давлением соответствует закону Йеркса — Додсона утверждающему, что наилучшие результаты достигаются при средней интенсивности мотивации. Существует определенная граница, за которой дальнейшее ее увеличение приводит к ухудшению результатов. Факты свидетельствуют, что, чем более автоматизирован навык, тем более он становится устойчивым к отвлекающим факторам, давлению требований к качеству и последующим сбоям. Это служит хорошим примером большей стойкости процедурной памяти по отношению к эпизодической памяти. Было показано, что в дополнение к хорошо обдуманной практике и автоматизации навыков, тренировка самосознания помогает уменьшить вероятность сбоя под давлением. 

#### На высоте положения (Rising to the occasion)
Если сбои решений задач, требующих хорошо освоенных навыков и координацию под давлением ситуации, вызывают повышенное осознанное внимание исполнителя к процессу выполнения, то обратное также может быть верным. Относительно неисследованной областью научных исследований является концепция «на высоте положения». Одним из распространенных заблуждений является то, что человек должен быть экспертом, чтобы быть постоянно успешным находясь под давлением. Напротив, было выдвинуто предположение, что неявное знание лишь частично опосредует взаимосвязь между опытностью и качеством исполнения. Это знание работает в тесном контакте с воспринимаемым контролем над задачей, что часто позволяет превзойти опытность, если исполнитель чувствует процедурный комфорт в рамках предметной области. Традиционно, «на высоте положения» или «сцепление» использовалось в отношении спортивных достижений особого совершенства, учитывая масштабность события, однако в нашей повседневной жизни растет осознание важности этого явления. То, как человек выполняет в обстоятельствах, которые не обязательно имеют непосредственные или серьезные последствия, но требуют от исполнителя активного привлечения механизма сознания для выполнения в незнакомых или неудобных условиях, - такая концепция может оказаться полезной в педагогическом отношении для различных дисциплин и видов деятельности.